# Audi A3 IV
Cet article concerne la quatrième génération de l’Audi A3. Pour des informations générales sur l’Audi A3, consultez Audi A3.
 (avril 2022).
La mise en forme du texte ne suit pas les recommandations de Wikipédia : il faut le « wikifier ».
Les points d'amélioration suivants sont les cas les plus fréquents :
- Les titres sont pré-formatés par le logiciel. Ils ne sont ni en capitales, ni en gras.
- Le texte ne doit pas être écrit en capitales (les noms de famille non plus), ni en gras, ni en italique, ni en « petit »…
- Le gras n'est utilisé que pour surligner le titre de l'article dans l'introduction, une seule fois.
- L'italique est rarement utilisé : mots en langue étrangère, titres d'œuvres, noms de bateaux, etc.
- Les citations ne sont pas en italique mais en corps de texte normal. Elles sont entourées par des guillemets français : « et ».
- Les listes à puces sont à éviter, des paragraphes rédigés étant largement préférés. Les tableaux sont à réserver à la présentation de données structurées (résultats, etc.).
- Les appels de note de bas de page (petits chiffres en exposant, introduits par l'outil «  Source ») sont à placer entre la fin de phrase et le point final[comme ça].
- Les liens internes (vers d'autres articles de Wikipédia) sont à choisir avec parcimonie. Créez des liens vers des articles approfondissant le sujet. Les termes génériques sans rapport avec le sujet sont à éviter, ainsi que les répétitions de liens vers un même terme.
- Les liens externes sont à placer uniquement dans une section « Liens externes », à la fin de l'article. Ces liens sont à choisir avec parcimonie suivant les règles définies. Si un lien sert de source à l'article, son insertion dans le texte est à faire par les notes de bas de page.
- La présentation des références doit suivre les conventions bibliographiques. Il est recommandé d'utiliser les modèles {{Ouvrage}}, {{Chapitre}}, {{Article}}, {{Lien web}} et/ou {{Bibliographie}}. Le mode d'édition visuel peut mettre en forme automatiquement les références.
- Insérer une infobox (cadre d'informations à droite) n'est pas obligatoire pour parachever la mise en page.

Pour une aide détaillée, merci de consulter Aide:Wikification.
Si vous pensez que ces points ont été résolus, vous pouvez retirer ce bandeau et améliorer la mise en forme d'un autre article.
L'Audi A3 (désignation interne 8Y), (désignation de modèle interne AU380) est une berline compacte du constructeur automobile allemand Audi produite à partir de 2020. Elle est la quatrième génération de l'A3 d'Audi et fait suite à l'Audi A3 8V proposée depuis 2012.

## Présentation
Début février 2020, environ un mois avant la présentation du modèle de série, des journalistes ont été invités à tester des véhicules prototypes sur l'île de São Miguel. Le constructeur avait initialement prévu de présenter le modèle et de le montrer pour la première fois devant un public le 3 mars 2020 au Salon international de l'automobile de Genève. Après que des événements majeurs en Suisse, dont le Salon de l'automobile de Genève, aient été interdits du 28 février 2020 au 15 mars 2020 en raison de préoccupations concernant la propagation de la maladie à coronavirus 2019, la présentation a dû être déplacée. Enfin, les générations précédentes ont été présentées dans l'exposition spéciale "Découvrez l'Audi A3" dans le bâtiment A51 du Forum Audi à Ingolstadt. Une présentation vidéo a été diffusée en ligne en direct,. Le 21 avril 2020, la version à malle du véhicule a été présentée. Les véhicules de la gamme sont livrés depuis juillet 2020. Les modèles sportifs S3 et RS3 ont été dévoilés respectivement le 11 août 2020 et le 19 juillet 2021,,.

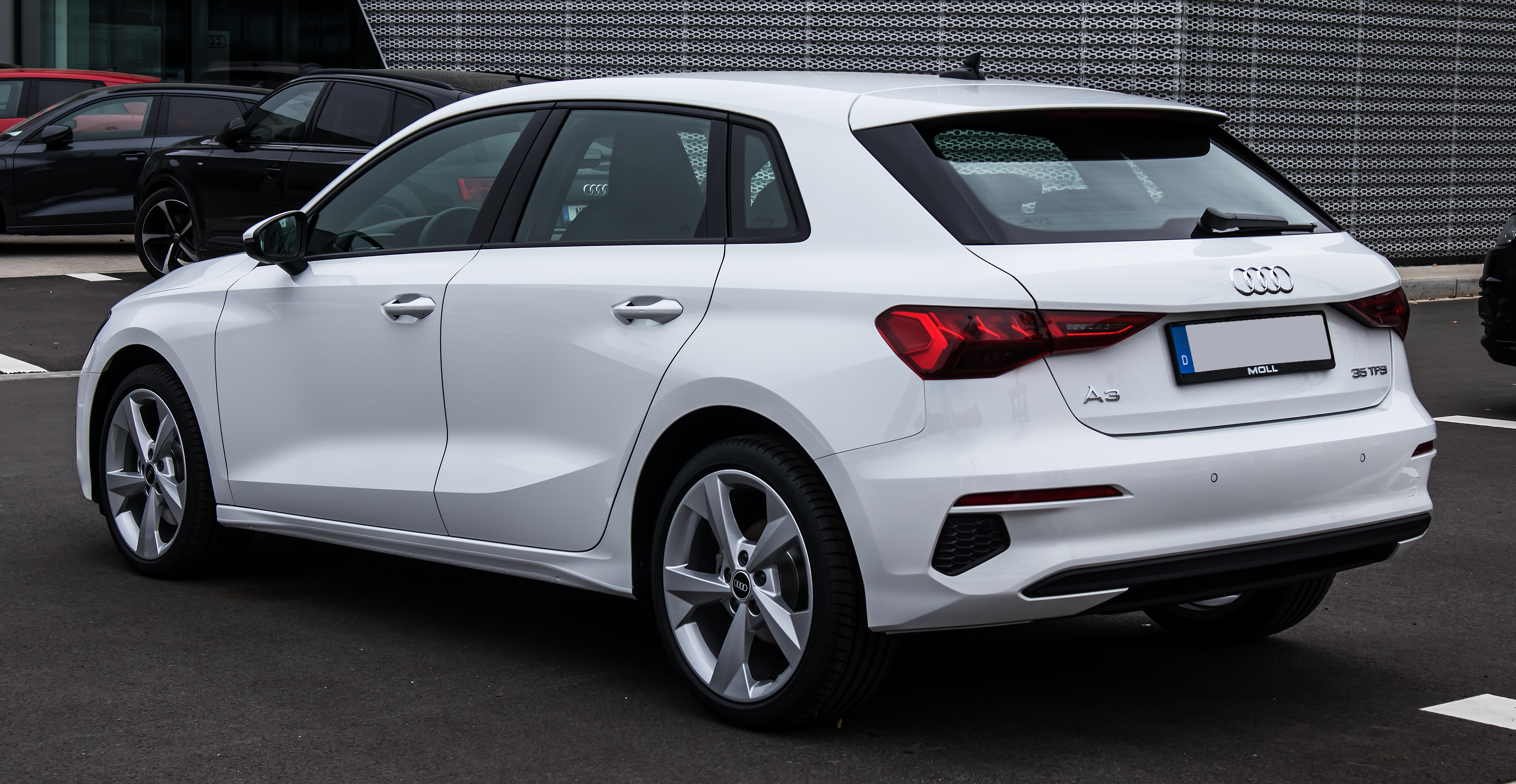
Vue arrière de la Sportback
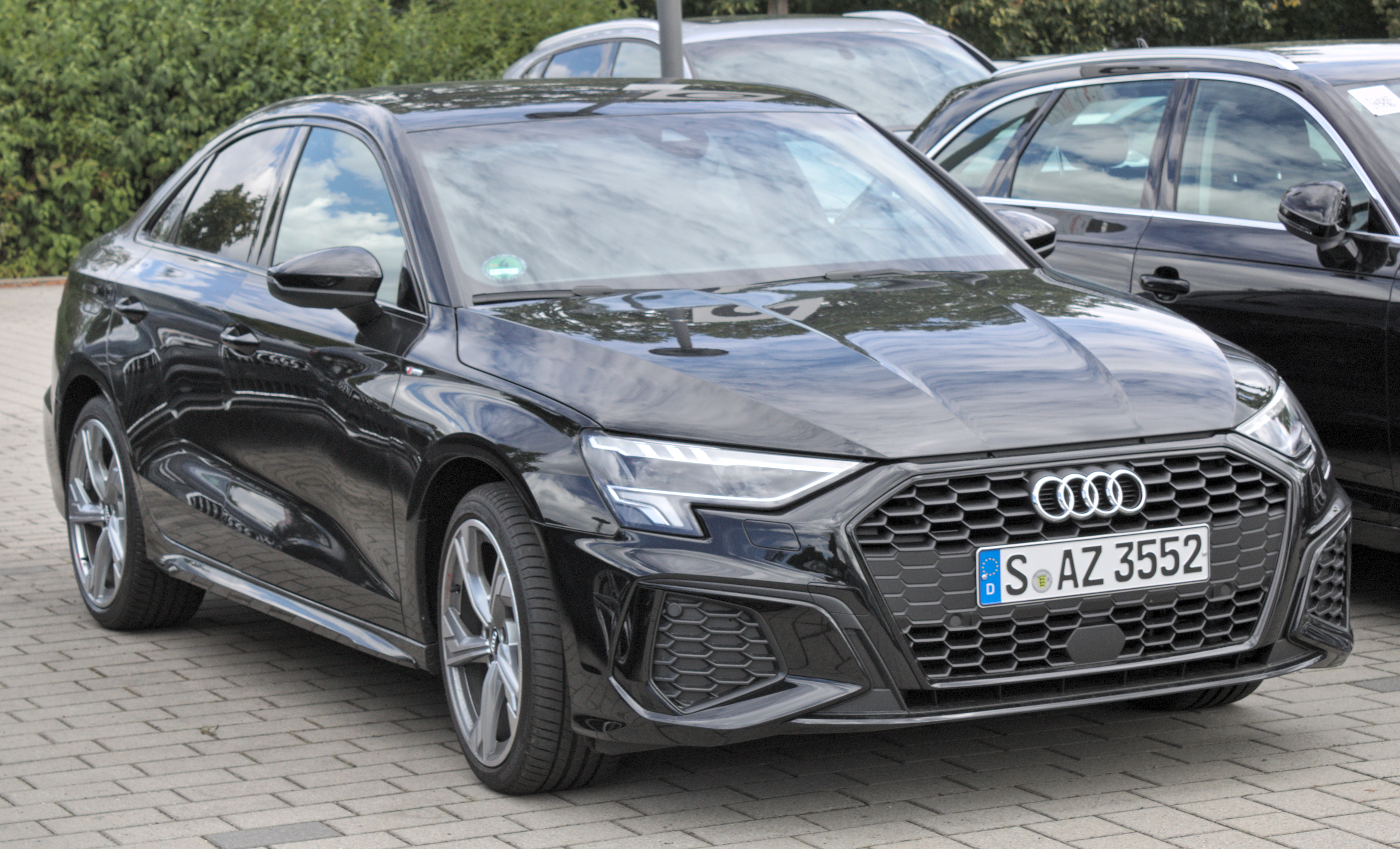
Audi A3 berline 35 TFSI
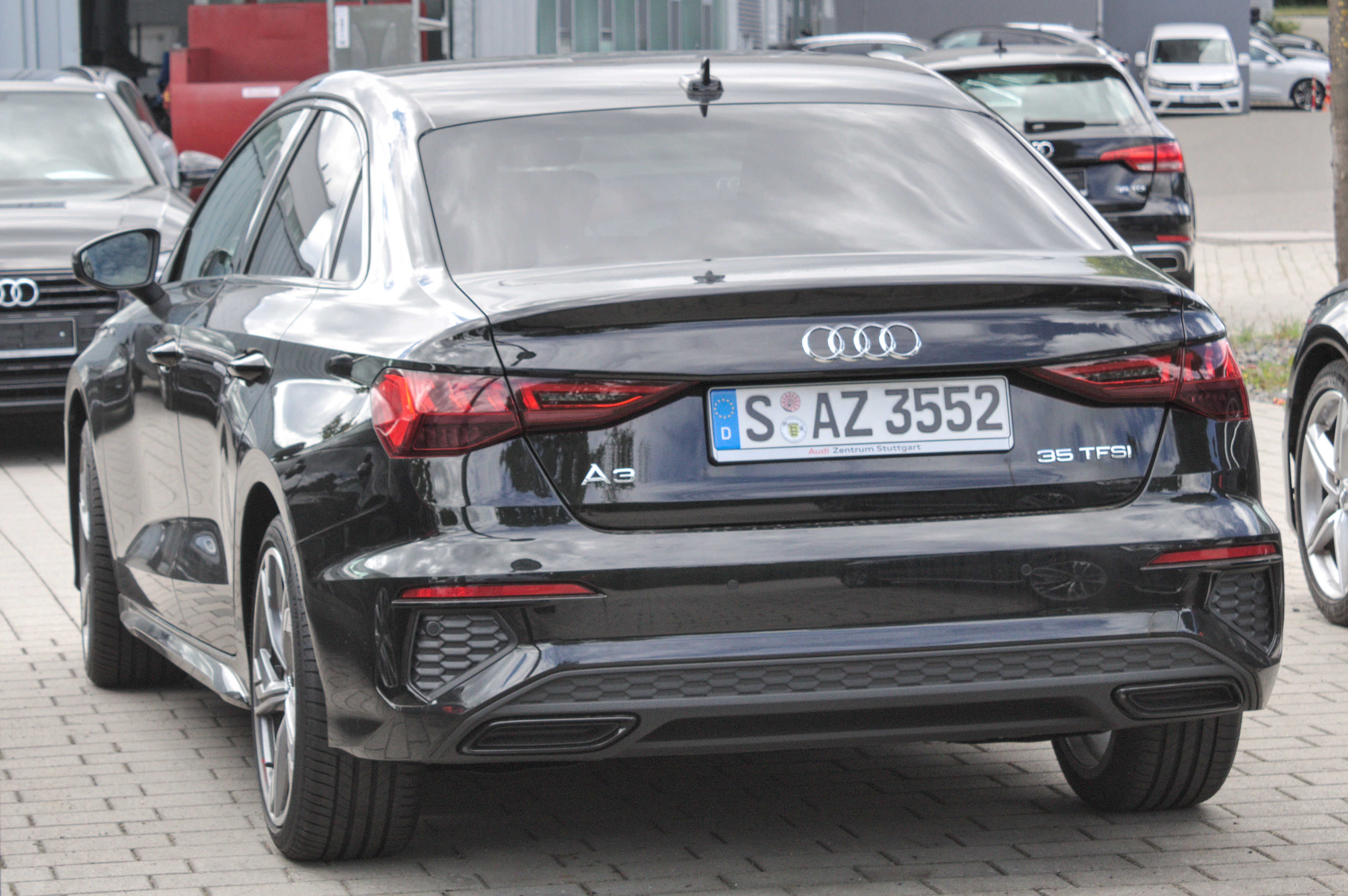
Vue arrière de la berline
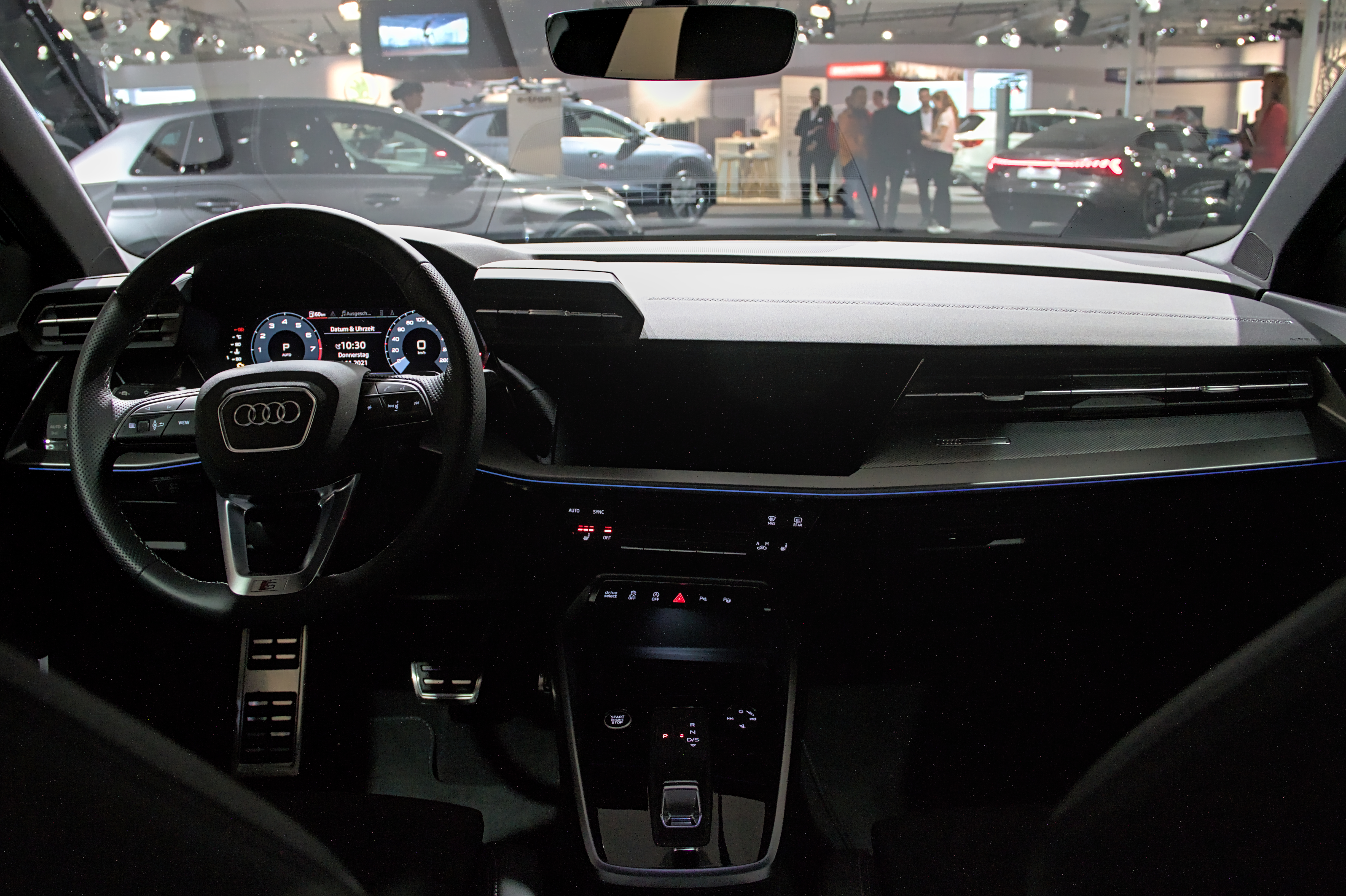
Intérieur

### Phase 2
La version restylée de l'Audi A3 est présentée le 12 mars 2024. Elle est accompagnée d'une version baroudeuse nommée A3 allstreet, bénéficiant d'une garde au sol supérieure de 30 mm.

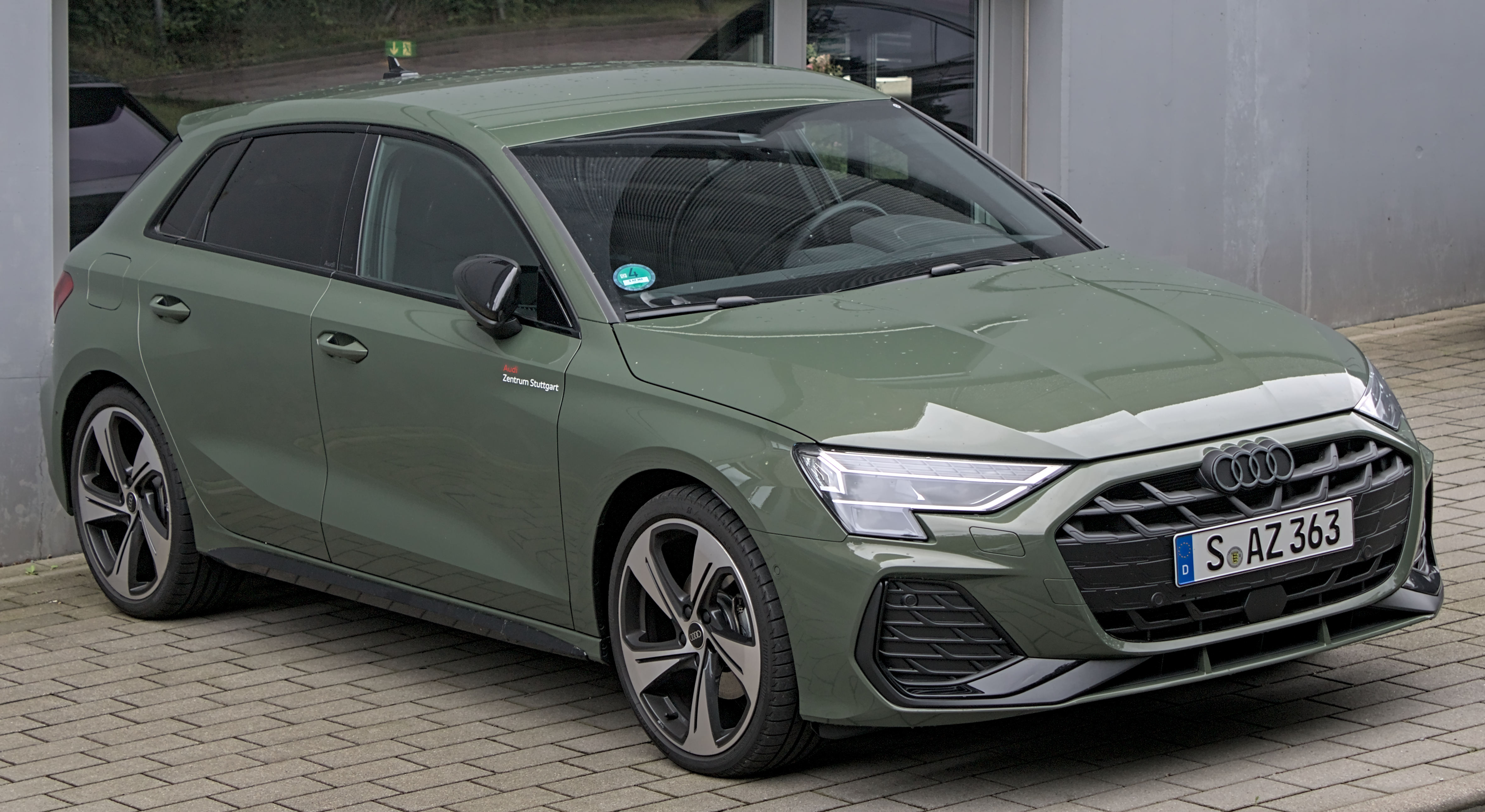
Audi A3 Sportback (phase 2)
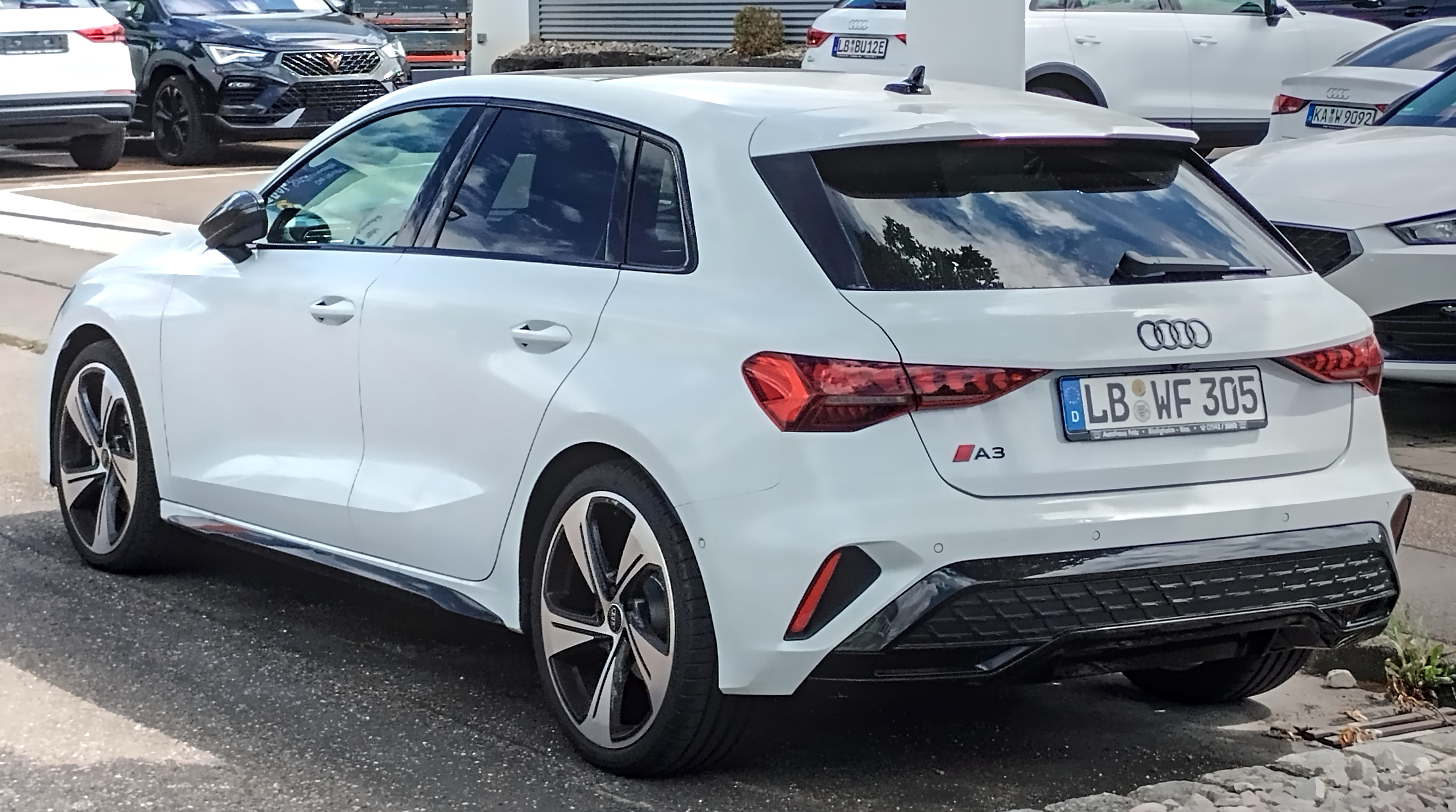
Vue arrière de la Sportback
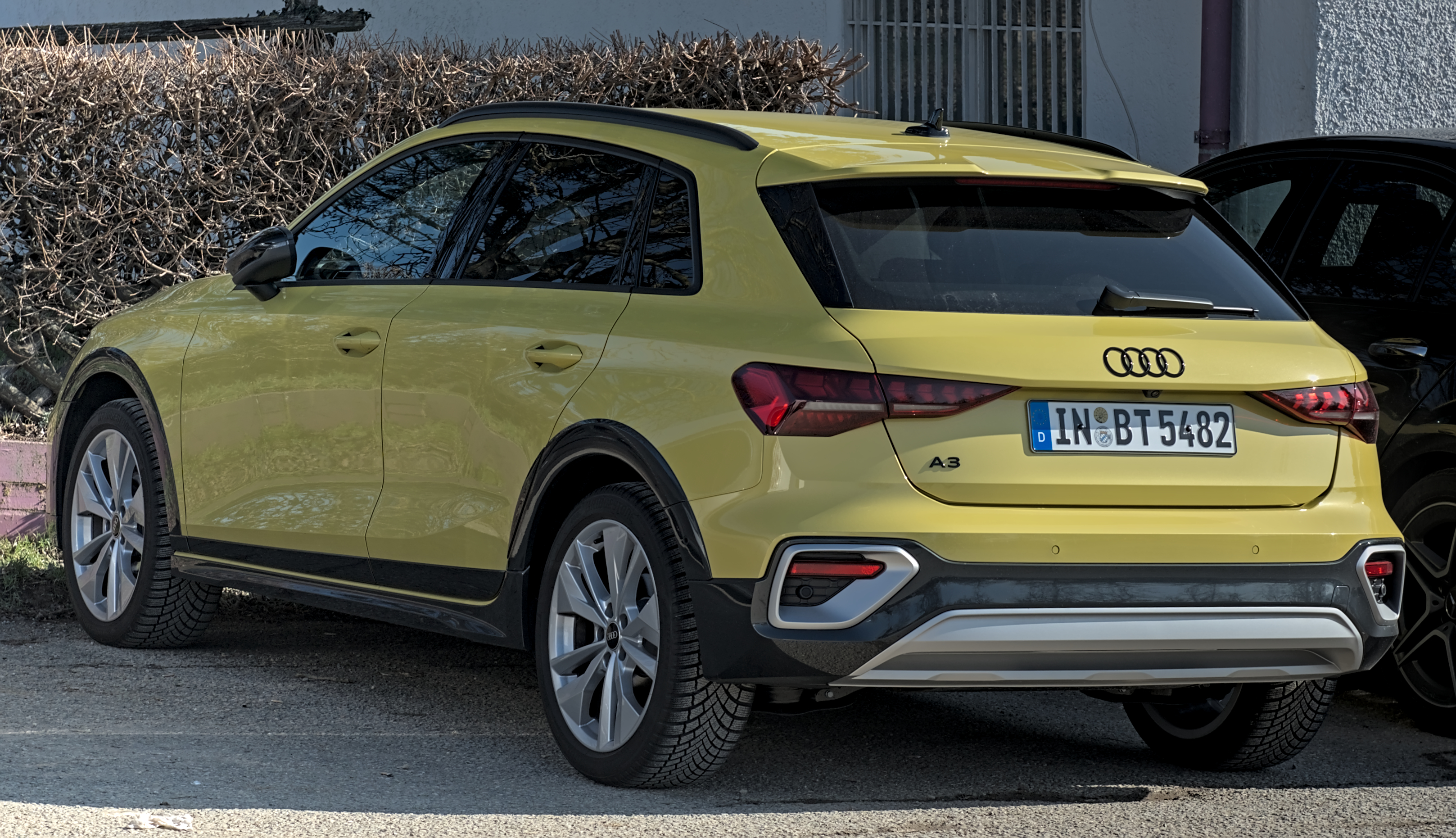
Vue arrière de la allstreet
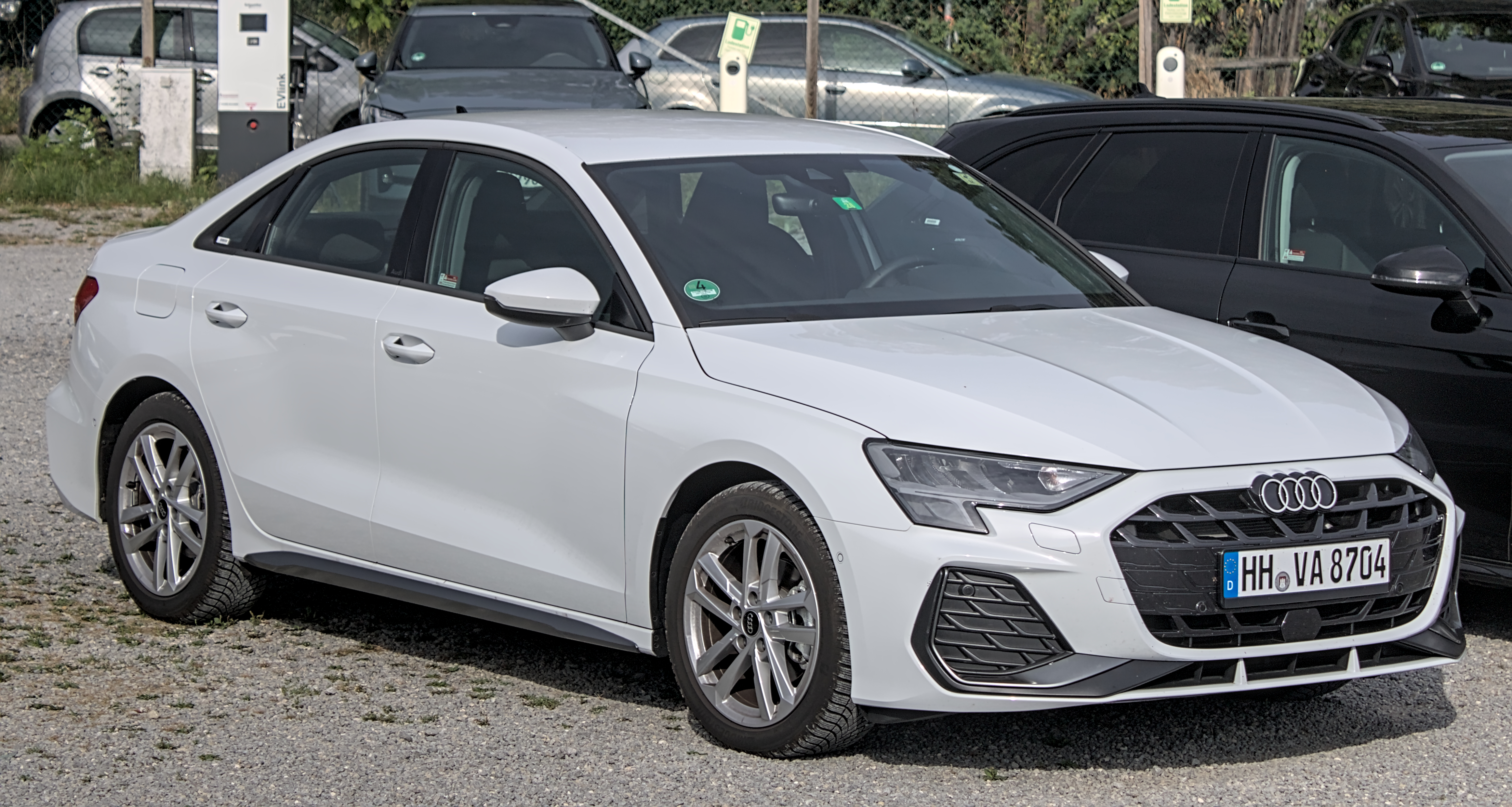
Audi A3 berline (phase 2)
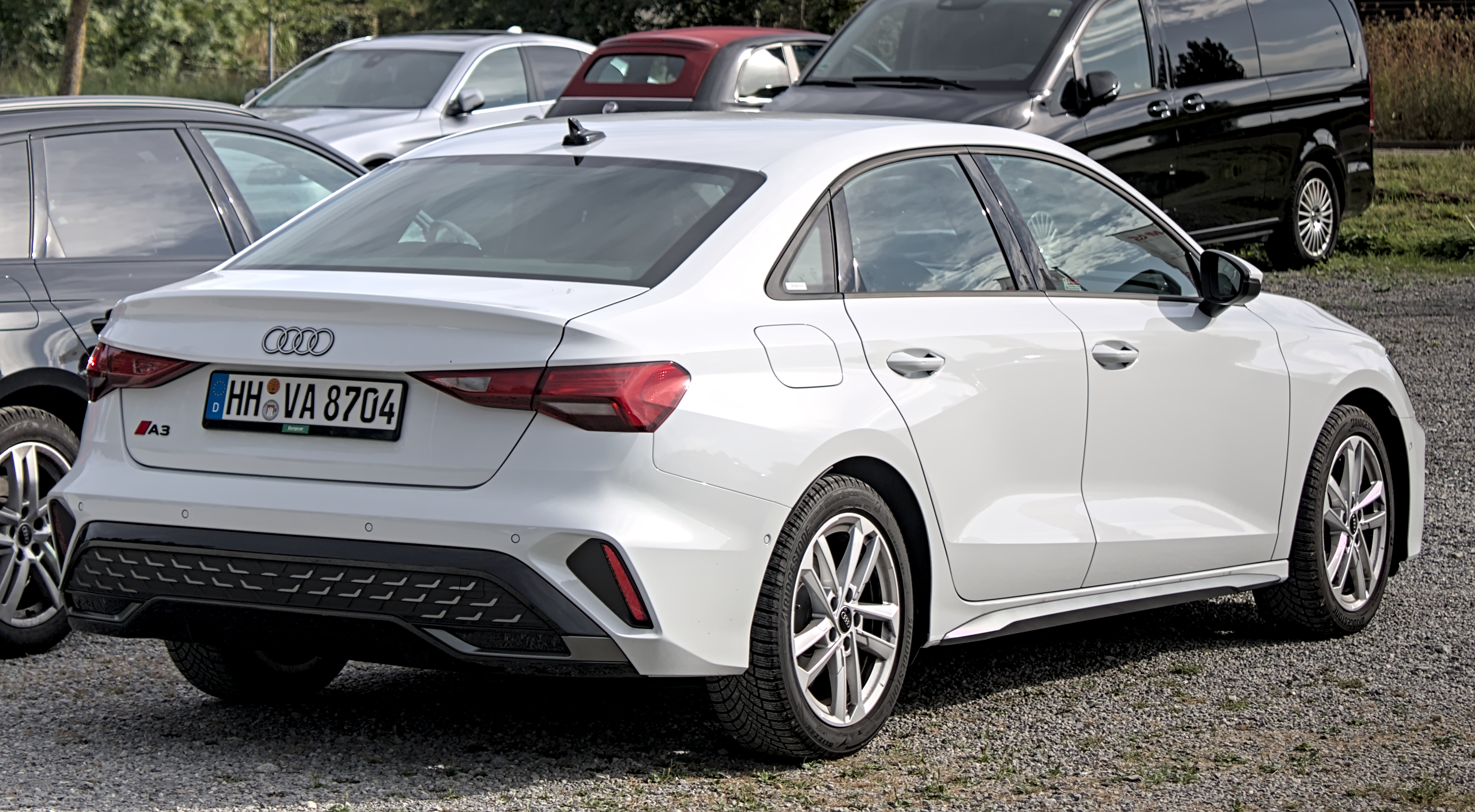
Vue arrière de la berline

## Production

### Période de fabrication
- Berline à hayon cinq portes : depuis mars 2020
- Berline à malle quatre portes : depuis avril 2020

### Lieu de production
Le véhicule avec la carrosserie cinq portes est produit à l'usine Audi d'Ingolstadt. Un nouvel atelier de carrosserie a été construit pour le modèle sur le site nord de l'usine.

## Conception
Le design extérieur a été créé par le designer Phillipp Römers et le responsable du design Marc Lichte. Les ailes apparaissent plus prononcées que sur l'A3 8V et présentent des lignes en pente négative vers les portes. Le porte-à-faux avant a augmenté d'environ 35 mm, le porte-à-faux arrière est légèrement plus court. Un arc clair et contrastant parcourt le bord des poignées de porte. La console centrale est légèrement inclinée vers le conducteur. Il y a une troisième fenêtre latérale dans le montant C.
Les phares et les feux arrière sont horizontaux. La plaque d'immatriculation avant peut être montée au milieu de la calandre à cadre unique, et la plaque d’immatriculation arrière est évidemment montée sur le hayon ou le couvercle du coffre, selon le style de carrosserie. La pression d'air nécessaire pour les roues est indiquée sur le pare-chocs arrière. Les bouches d'aération du tableau de bord côté conducteur sont pentagonales, horizontales et au niveau de la partie supérieure du tableau de bord; ceux côté passager, entre l'écran d'infodivertissement et la porte côté  passager, sont reliées par une barre métallique. Selon le fabricant, les clenches intérieurs rappellent des bâtons de hockey en termes de forme.

## Technologie
Comme les autres véhicules du groupe Volkswagen, le véhicule est basé sur la matrice transversale modulaire avancée (MQB evo).

### Carrosserie
La carrosserie cinq portes de la variante à hayon (Sportback) du véhicule mesure extérieurement 4 343 mm de long, 1 816 mm de large, 1 449 mm de haut et a un empattement de 2 636 mm. Le coffre à bagages est accessible via un seuil de chargement haut de 671 mm (à vide) et a une capacité de 380 litres à 1 200 litres. Selon la motorisation, le poids à vide du véhicule est compris entre 1 255 kg et 1 580 kg. Les dimensions de l'Audi S3 diffèrent légèrement de celles de l'Audi A3. La carrosserie quatre portes de la variante berline diffère en longueur, 4 495 mm, et en hauteur, 1 425 mm. Selon la motorisation, elle pèse jusqu'à 10 kg de plus que la berline à hayon. Le seuil de chargement du coffre à bagages de 425 litres de la berline mesure 688 mm de haut (à vide). Environ 29 % du poids brut de la carrosserie est fabriqué à partir d'un composite d'aciers formés à chaud. Le capot est en aluminium. Le dessous du véhicule est recouvert sur une grande surface. Le coefficient de traînée (cx) de la berline cinq portes est de 0,28; pour la berline quatre portes, un cx compris entre 0,25 et 0,27 est spécifié. Pour l'Audi S3, le volume du coffre à bagages a été réduit à 325 litres dans la berline à hayon et 370 litres dans la berline à malle.

### Transmission
Le véhicule a été présenté avec un moteur essence quatre cylindres en ligne de 1,5 litre (35 TFSI) avec turbocompresseur et injection directe de carburant, il a une puissance maximale de 110 kW. Les variantes de moteur diesel ont un moteur R4 turbocompressé avec injection directe à rampe commune à deux étages de 2,0 l et une puissance maximale de 85 kW (30 TDI) ou 110 kW (35 TDI). Les modèles avec les moteurs 35 TFSI et 30 TDI sont équipés de série d'une boîte manuelle à six rapports. Les modèles avec le moteur 35 TDI dispose d'une transmission à double embrayage à sept rapports avec embrayages humides (désignation S tronic par Audi), depuis fin mars 2020, une variante avec embrayages à sec est également disponible pour les modèles avec le moteur 35 TFSI. Dans ces trois variantes de transmission, la puissance du moteur est transmise aux roues avant. Les modèles avec le moteur 35 TFSI et la transmission à double embrayage, qui a été ajouté au cours du mois de sa présentation, dispose d'un système électrique de 48 V pour la propulsion hybride douce, qui prend en charge le moteur essence dans la phase de démarrage avec une puissance maximale de 9 kW et 50 Nm de couple à l'aide d'un générateur de démarrage à courroie (GDC). Au freinage, le GDC peut récupérer jusqu'à 12 kW à la batterie. Le constructeur n'a fourni aucune information précise sur les autres motorisations dans les premiers mois suivant la présentation, mais des variantes hybrides devraient également être ajoutées. Des versions à traction intégrale (désignation Quattro Drive par Audi) sont également ajouter,.
En mai 2020, le moteur essence R3 de 1,0 L a été mis à disposition avec une puissance maximale de 81 kW. La variante de moteur la plus puissante pour laquelle le constructeur dispose de données est (en août 2020) le moteur essence R4 de 2,0 l de la S3, avec une puissance maximale de 228 kW. C'est le seul moteur relié à un système de traction intégrale pour transmettre la puissance motrice au sol. Une transmission à double embrayage à sept rapports est utilisée en tant que transmission. Deux variantes de moteurs hybrides rechargeables, le 40 TFSI e et le 45 TFSI e, ont suivi en octobre 2020 et décembre 2020. Ceux-ci combinent un moteur essence de la série de moteurs EA211 turbocompressé de 1,4 litre avec un moteur électrique de 80 kW combiné à une transmission à double embrayage à 6 vitesses. La capacité de la batterie est de 13 kWh pour 63 km selon la norme WLTP.

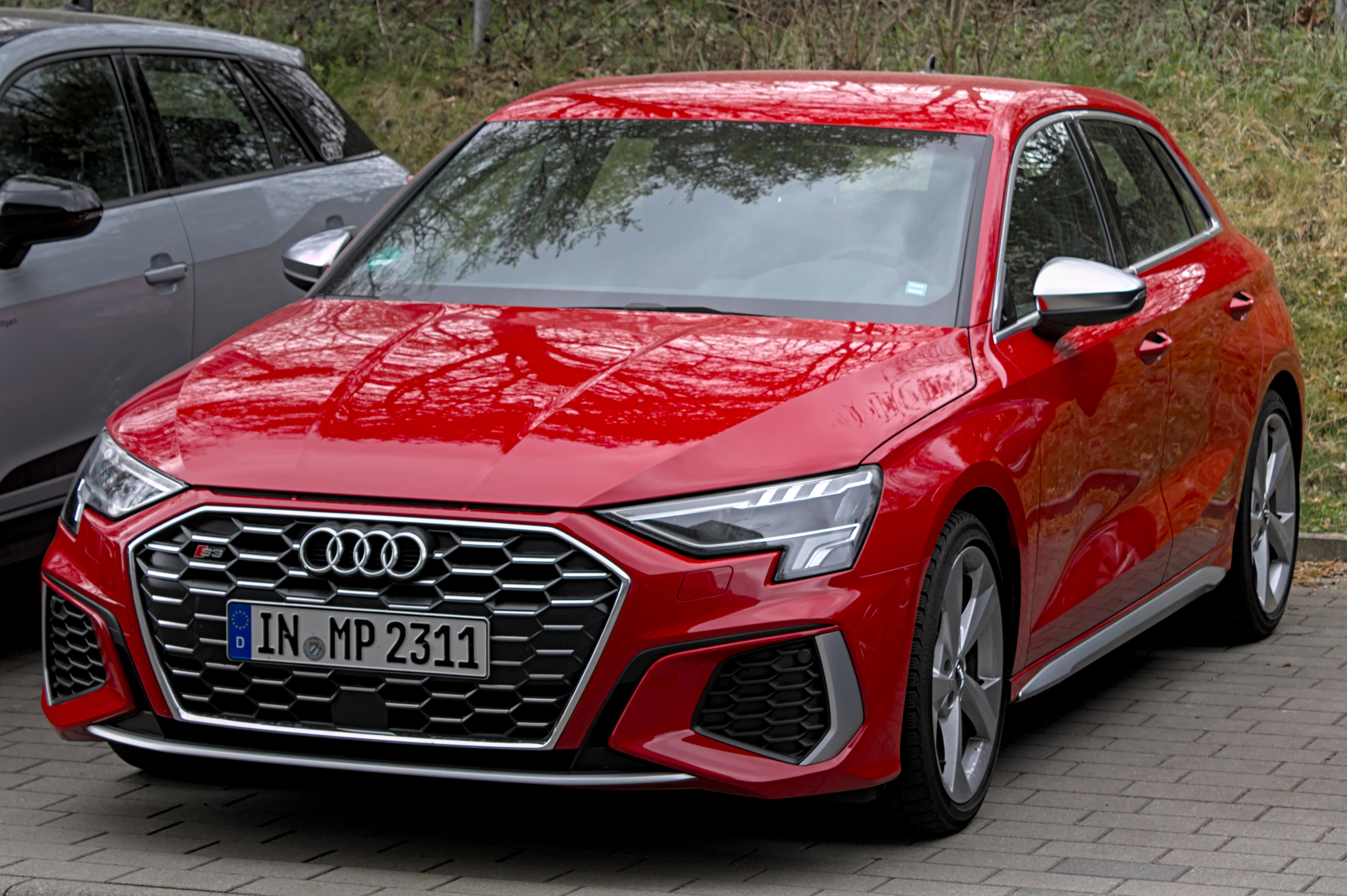
Audi S3 Sportback
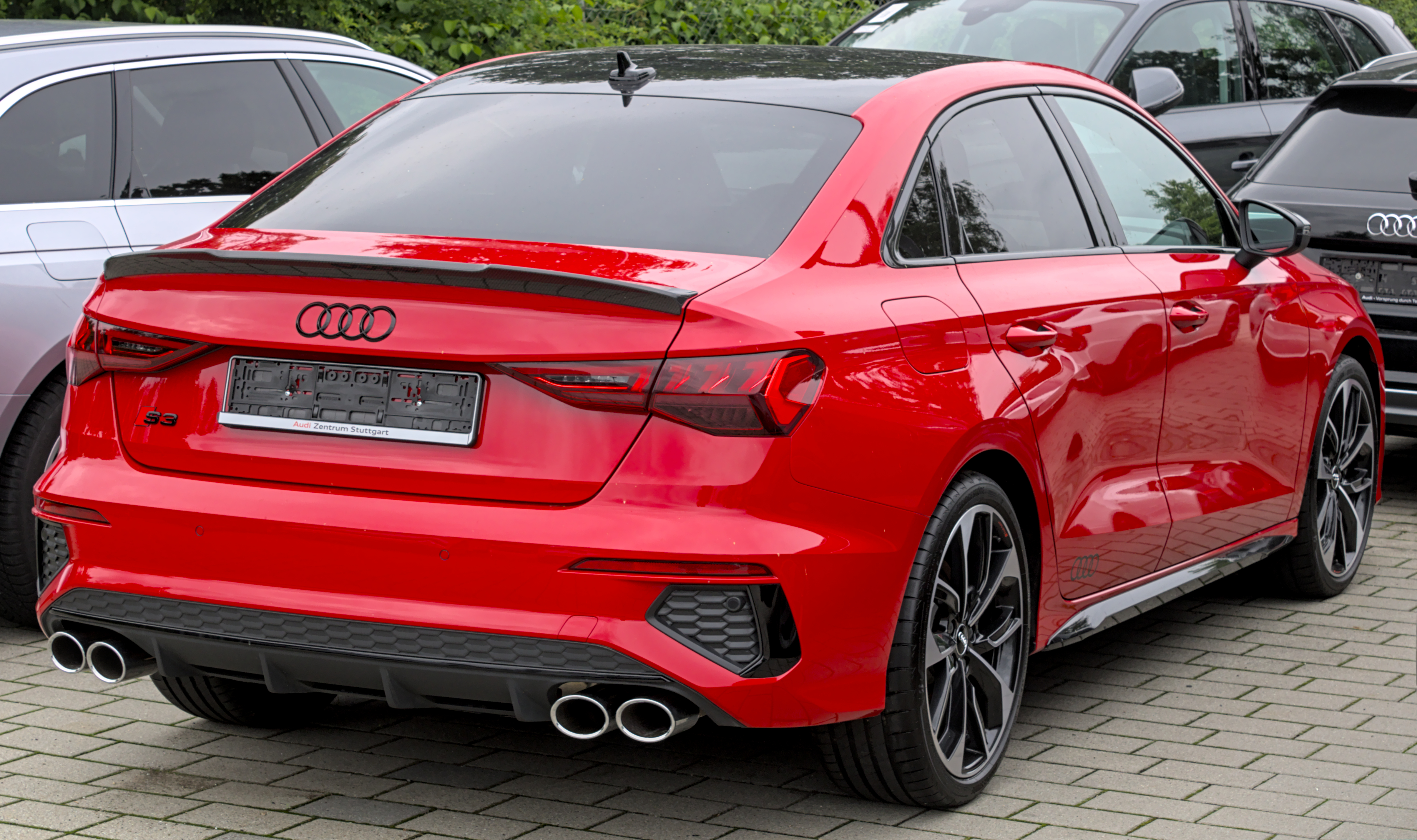
Audi S3 berline
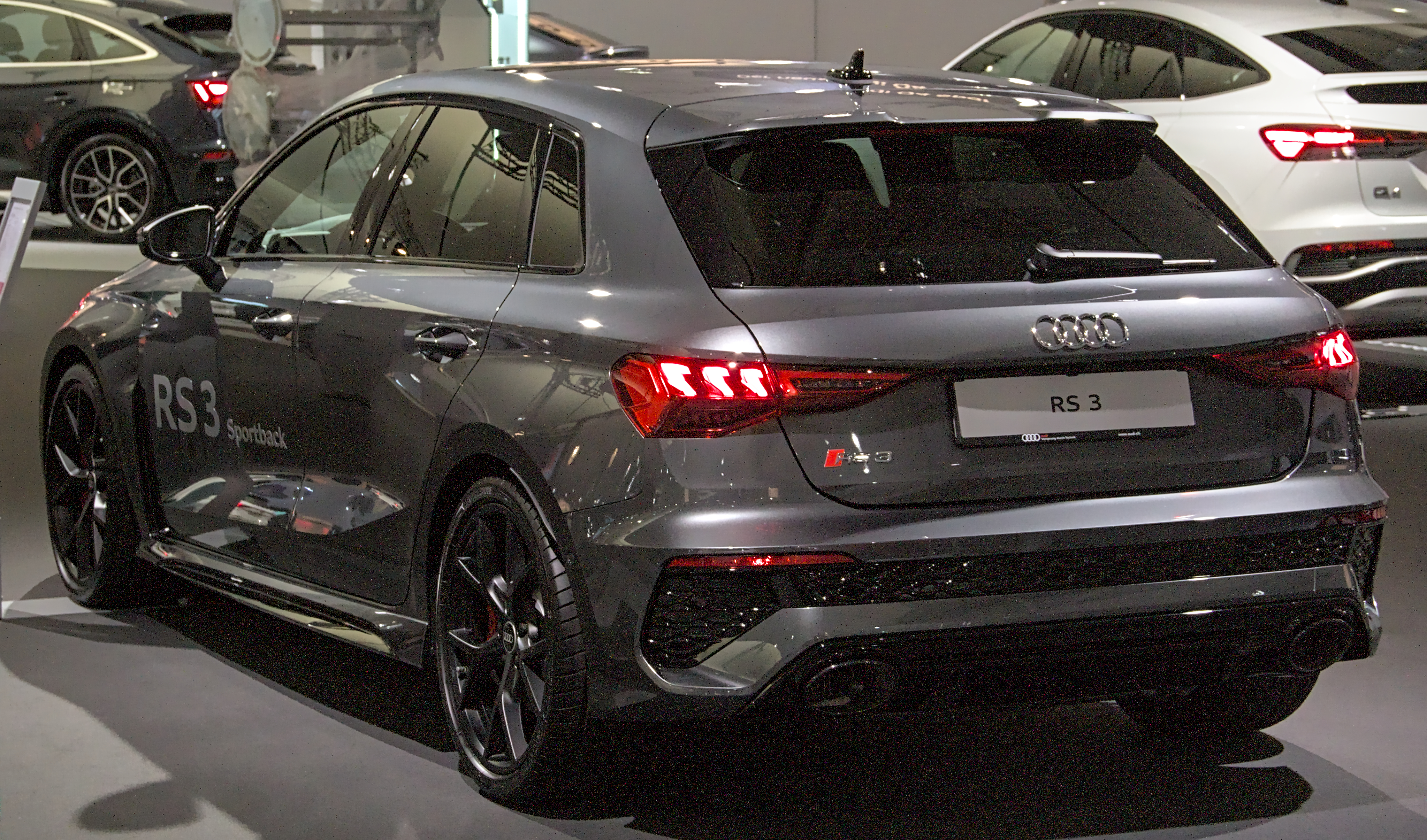
Audi RS3 Sportback
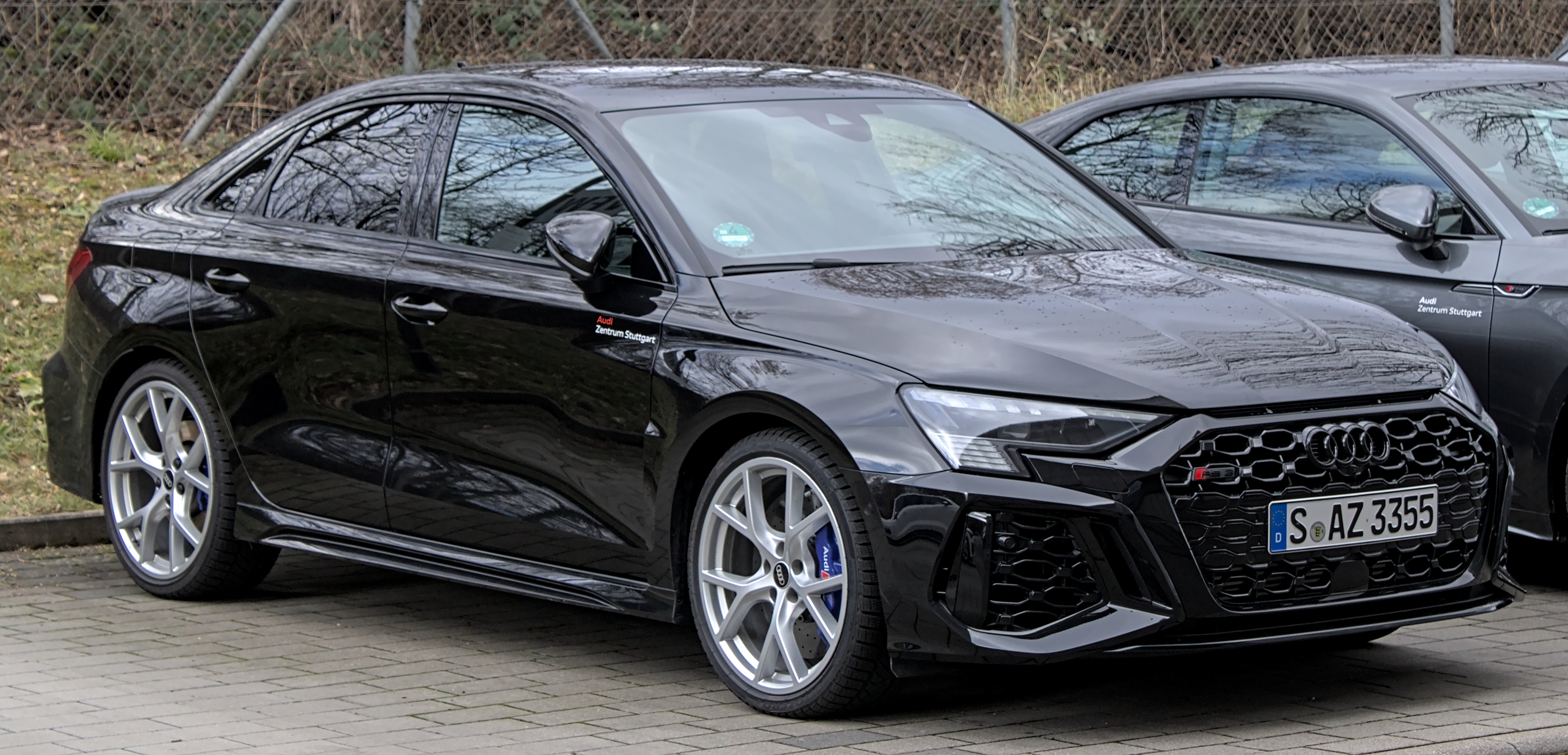
Audi RS3 berline
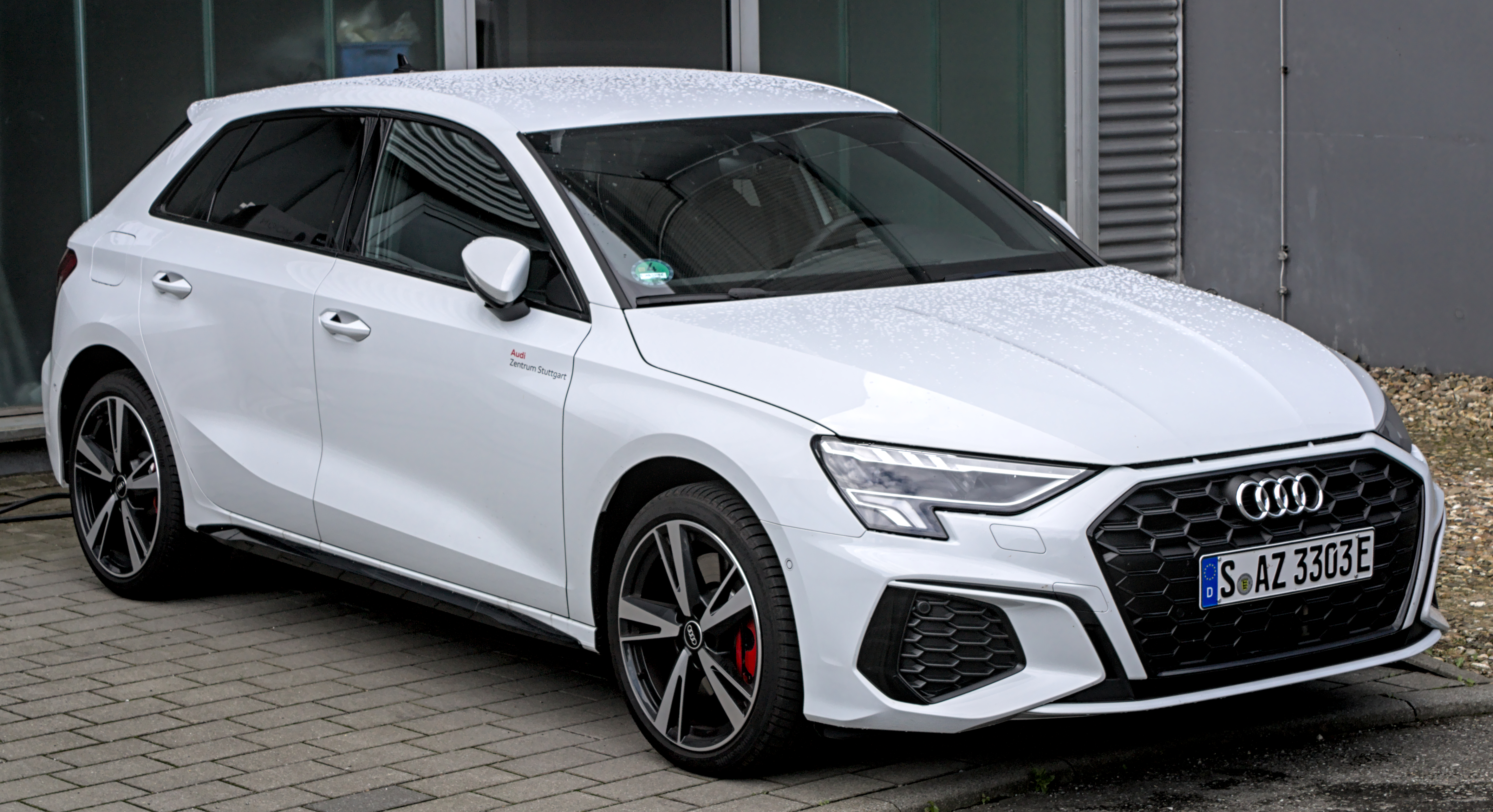
Audi A3 45 TFSI e
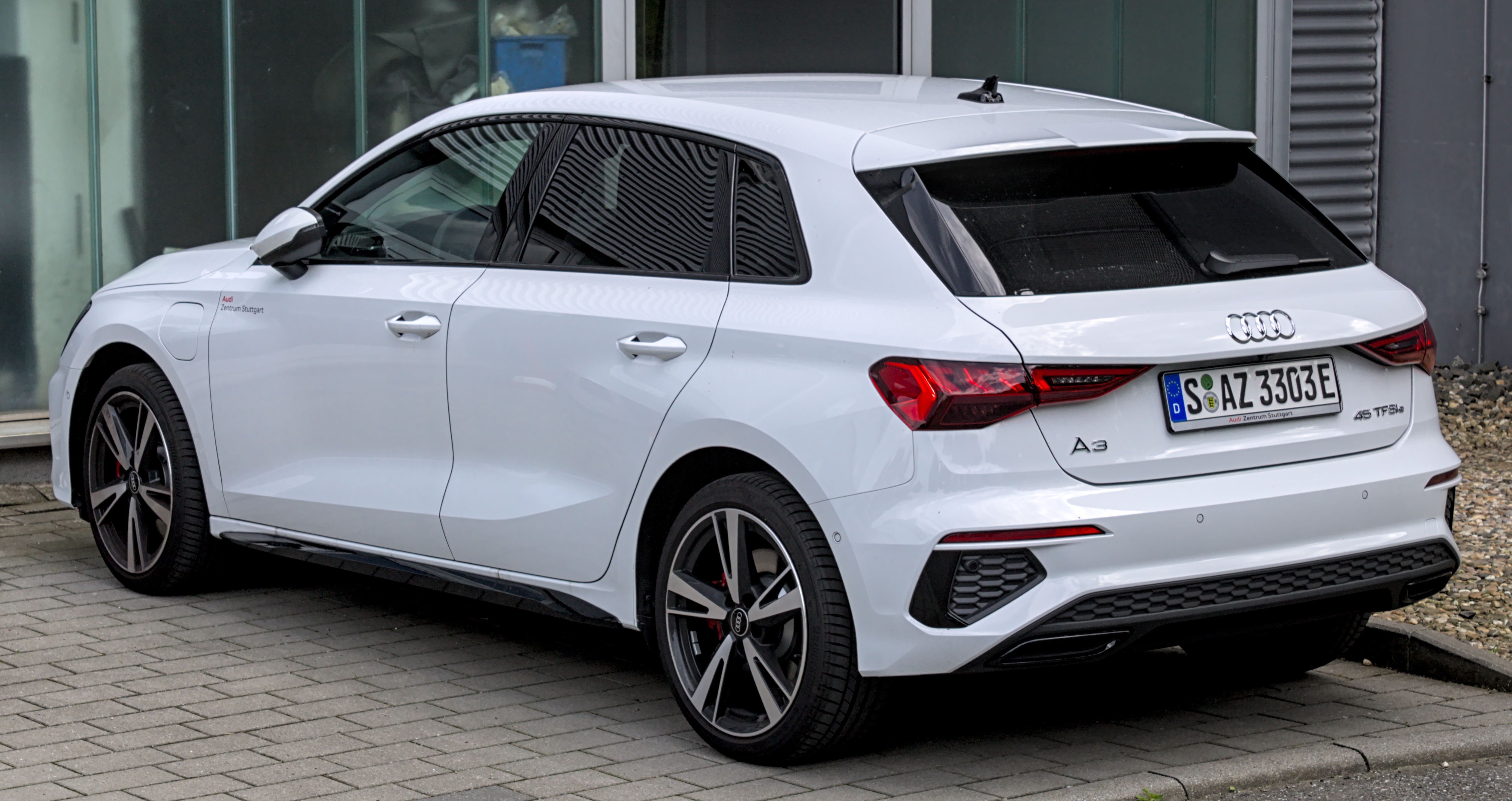
Vue arrière

### Châssis
Les modèles avec les moteurs peu performants ont une poutre de torsion; Les modèles avec les moteurs de 110 kW et plus ont un essieu arrière à quatre bras avec suspension de roue indépendante. La voiture a des jambes de force MacPherson avec des triangles triangulaires sur l'essieu avant. Le diamètre de jante des roues de série est de 16″. Des diamètres de jante allant jusqu'à 19″ sont disponibles en option. Les roues de série de l'Audi S3 ont des diamètres de jante de 18″.
Des disques de frein ventilés de l'intérieur sont installés sur l'essieu avant, diamètre de 312 mm, et sur l'essieu arrière, diamètre de 272 mm.
Le véhicule est équipé de série d'une direction assistée électromécanique avec un rapport de transmission de 14,9:1. Moyennant un supplément (ou de série sur l'Audi S3), il existe une direction avec un rapport dépendant de l'angle de braquage (désignation Progressivlenkung par Audi), en position médiane, elle a un rapport de 14,3:1. De plus, des amortisseurs adaptatifs pouvant adopter trois caractéristiques d'amortissement définies par le conducteur et dotés d'une soupape électromagnétique deviennent disponibles. L’une des gamme d’équipement a une suspension sport de série, avec laquelle la carrosserie est abaissée de 15 mm et la combinaison ressort/amortisseur est réglée pour être plus tendue.

### Sécurité
Le contrôle de la dynamique de conduite ESC dispose de la fonction logicielle supplémentaire "contrôle sélectif du couple des roues" dans laquelle, lors d’un virage serré, les roues intérieures sont légèrement freinées, augmentant ainsi le couple sur les roues extérieures. Trois modes peuvent être réglés en relation avec la transmission intégrale : un mode "ESC ON" ou le patinage des pneus est au plus faible, un "mode sport" pour les surfaces meubles et un mode "ESC OFF" dans lequel le plus de patinage est autorisé sur les roues. Toutes les variables d'entrée relatives à la dynamique latérale sont enregistrées dans une unité centrale (désignation modularer Fahrdynamikregler par Audi) et les variables de sortie nécessaires sont envoyées aux systèmes du véhicule.
Fin 2020, l'A3 a été testée pour la sécurité des véhicules par l’Euro NCAP. La voiture a reçu cinq étoiles sur cinq possibles.

## Équipement
Le modèle peut être configuré en trois variantes d'équipement : Basis, Advanced et S line. Lors du lancement sur le marché, des versions "Edition One" étaient également disponibles pour l'A3 et la S3.

### Équipement extérieur
Selon la gamme d'équipement, les éléments décoratifs de la carrosserie (pare-chocs, aile arrière, jupes latérales, ...) et des jantes diffèrent légèrement. 13 modèles de roues sont disponibles pour les roues d'été et trois modèles pour les roues d'hiver. Deux peintures unies sont disponibles sans frais supplémentaires. Il y a une peinture unie supplémentaire, huit peintures métalliques, une peinture avec effet nacré et des peintures spéciales disponibles moyennant un supplément et pas pour toutes les variantes d'équipement.
La calandre a une conception en nid d'abeille sur toutes les variantes d'équipement. Les feux diurnes à LED (désignation Matrix LED-Scheinwerfer par Audi), disponible sur la finition la plus haut de gamme, avec 15 segments (3 × 5 diode électroluminescente) dans la partie inférieure trapézoïdale du phare, varient dans chaque cas. Ceci est remplacé par des lignes horizontales sur le modèle de base,.
Dans la plus basique des trois variantes de phares, toutes les fonctions d'éclairage sont mises en œuvre avec des diodes électroluminescentes (phares à LED), à l'exception des clignotants. Les feux arrière ont, comme sources lumineuses, des lampes à incandescence. La plaque d'immatriculation est éclairée par des LED. La gradation médiane se distingue par un graphisme différent avec des feux diurnes en forme de «L» inversé et des clignotants à LED. Les feux arrière sont également équipés de LED dès la finition de milieu de gamme. Les deux versions de phares les plus haut de gamme disposent de fonctions logicielles supplémentaires par rapport à ceux de la version basique. Sur les modèles Edition One, les parties non éclairantes des phares sont assombries par rapport aux phares des autres modèles.
L'Audi S3 diffère de l'Audi A3 en ce qu'elle a une conception de pare-chocs légèrement différente, des roues standard plus grandes et des éléments contrastés et argentés sur les pare-chocs, les bas de caisse et les coques de rétroviseurs extérieurs. Le système d'échappement avec des sorties d'échappement ovales a deux brides et chacune a deux branches (quatre branches au total) est acheminé à travers le pare-chocs arrière. La berline à hayon Sportback a le même becquet de bord de toit que la version S-line de l'A3.
Un becquet de toit plus grands pour la berline à hayon ou un becquet de couvercle de coffre en plastique renforcé de fibre de carbone pour la berline à malle peuvent être achetés en option, à l'exception de la S3 Edition One ou ils sont de série.
Un toit panoramique coulissant/levant en verre est disponible moyennant des frais supplémentaires. Des rails de toit sont disponibles en option pour la variante à hayon.

### Équipement intérieur
Pour les sièges en tissu, Audi propose trois housses de siège dont les fibres sont fabriquées à partir de bouteilles recyclées. Jusqu'à 45 bouteilles de 1,5 litre doivent être recyclées et traitées à cette fin, ce qui correspond à une proportion pouvant aller jusqu'à 89 % de recyclage. Les tapis comportent 62 bouteilles. D'autres composants intérieurs doivent également être fabriqués à partir de matières premières recyclées. Les fibres fabriquées à partir de plastique recyclé sont utilisées dans l'industrie du vêtement depuis le milieu des années 1990. Dans les véhicules équipés d'une transmission à double embrayage, le levier sélecteur est un interrupteur à bascule court qui transmet les signaux électriquement. Les sièges de la gamme S-line sont également disponibles avec un appui-tête intégré au siège.

### Accessoires de pneus
Un kit de réparation de crevaison et des outils de bord sont inclus dans l'équipement standard. En option, un cric peut être commandé séparément ou une roue de secours avec laquelle le cric est inclus dans le supplément.

### Infodivertissement
Pour le système d'infodivertissement, le constructeur utilise un concept de fonctionnement et d'affichage basé sur la troisième génération de la matrice d'infodivertissement modulaire (MIB) du groupe Volkswagen. En conjonction avec le système audio Bang & Olufsen optionnel, le véhicule peut être équipé de jusqu'à 15 haut-parleurs d'une puissance totale de 680 W. Un écran LCD avec une diagonale d'écran de 10,25″ (260 mm) est utilisé comme combiné d'instrumentations, qui peut être mis à niveau vers une variante de 12,3″ (312 mm) moyennant un supplément (désignation Virtual Cockpit par Audi). L'A3 8Y dispose de série d'une radio avec modules récepteurs pour radio FM et DAB+, la réception radio basée sur Internet coûte plus cher. Contrairement à la Volkswagen Golf VIII, dont la climatisation intérieure est contrôlée via une barre coulissante tactile, la quatrième génération de l'Audi A3 dispose de boutons-poussoirs pour faire fonctionner la climatisation. Pour communiquer avec l'environnement ou d'autres véhicules, le modèle est équipé de la technologie Car2x, qui, selon le magazine Auto motor und sport, ne sera pas utilisable au début des ventes en raison d'un manque d'infrastructure. Sur la console centrale, au-dessus du tunnel central, se trouve un panneau de commande sensoriel de la taille d'une pièce de 2 euros, destiné à permettre au passager avant de contrôler le système audio.

## Commercialisation
Une campagne de marketing internationale a débuté en juillet 2020 pour le véhicule. La conception et la mise en œuvre ont été gérées par les sociétés Thjnk Hamburg et Gingco Communication. En Suisse, trois langues nationales sont couvertes par la campagne. Le support publicitaire a été choisi aussi bien pour les réseaux sociaux que pour les chaînes de télévision.

## Version sportive

### Audi S3

#### Phase 1
La quatrième génération de S3 basée sur l'Audi A3 8Y a été présentée le 11 août 2020 et est arrivée chez les concessionnaires début octobre 2020. Contrairement au modèle précédent, seules deux variantes de carrosserie sont disponibles au lieu de quatre, la Sportback (berline compacte) et la Sedan (berline à malle).
Les faces avant et arrière sont plus agressives avec des prises d'air élargies et 4 sorties d'échappement. Les coques de rétroviseurs extérieurs sont en finition aluminium. Par rapport à la version précédente, elle a grandi de 30 mm pour la Sportback et 40 mm pour la Sedan et la largeur a augmenté 30 et 20 mm pour les deux variantes. Les inserts décoratifs intérieurs peuvent être au choix en aluminium ou en fibre de carbone.
Elle est motorisée par le même quatre cylindres 2.0 L TFSI de 310 ch et 400 Nm de couple que la génération précédente, mais uniquement accouplé à une boîte de vitesses S-Tronic à 7 rapports et à la transmission intégrale Quattro. Forte de ces caractéristiques techniques, la voiture abat le 0 à 100 km/h en 4,8  secondes et peut atteindre une vitesse maximale de 250 km/h (limitée électroniquement). Le modèle 2021 pèse 1 575 kg avec un réservoir d'une capacité de 55L. Consommation mixte : 8,0L/100 km. Émission CO2 mixte : 178-187 g/km.
L'Audi S3 dispose de série (contrairement aux A3 standards) d'un système appelé "direction progressive" avec un rapport influant sur l'angle de braquage par rapport à la vitesse. En position centrale, il y a un rapport de 14,3:1. De butée à butée, 2,5 tours sont nécessaires.
Parmi les éléments technique spécifiques, on peut également noter des suspensions sport S, abaissées de 15 mm et pilotées en option. L'essieu arrière est de type multibras.
Les quatre disques de frein sont ventilés, les étriers sont noirs de série et rouges en option, logés dans des roues de 18" (19 en option).
En dotation standard, les affichages numériques apparaissent sur un écran de 10,25 pouces. Des sièges sport en grande partie fabriqués à partir de bouteilles en PET recyclées avec coutures contrastées équipent la S3. Les options disponibles sont : les phares LED Matrix, le cockpit virtuel «plus», disponible avec trois écrans différents, l'affichage tête haute, le système audio Bang & Olufsen Premium, l'avertissement de changement de voie et de sortie ainsi que les assistants de circulation transversale et de stationnement..

#### Edition 1
La série spécial «Edition one» accompagne le lancement sur le marché. Elle est dotée d'une finition de peinture jaune python (Sportback) ou rouge tango (Berline) avec des détails de carrosserie noirs et comporte, entre autres, des jantes de 19 pouces et des sièges sport.

S3 Sedan
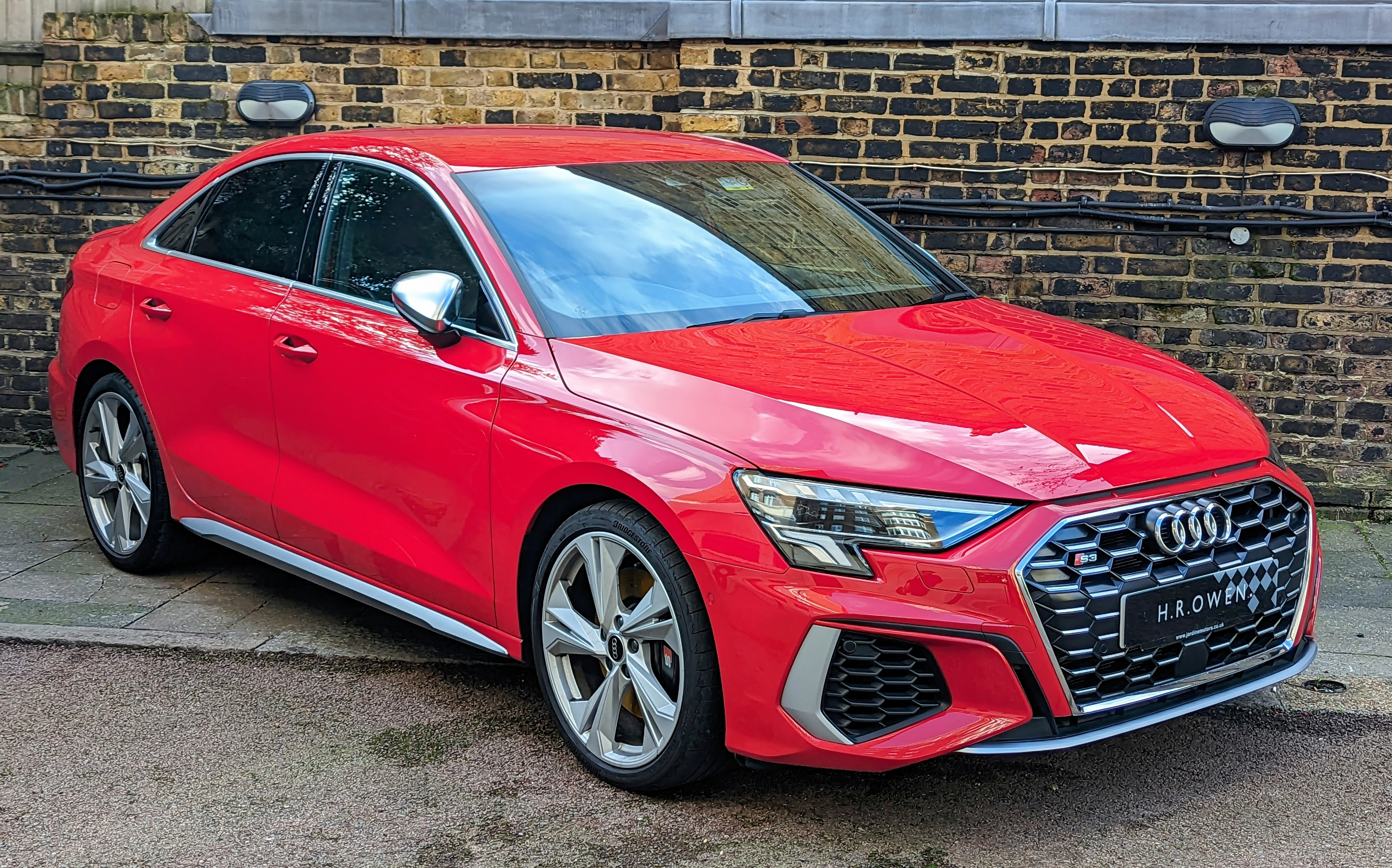
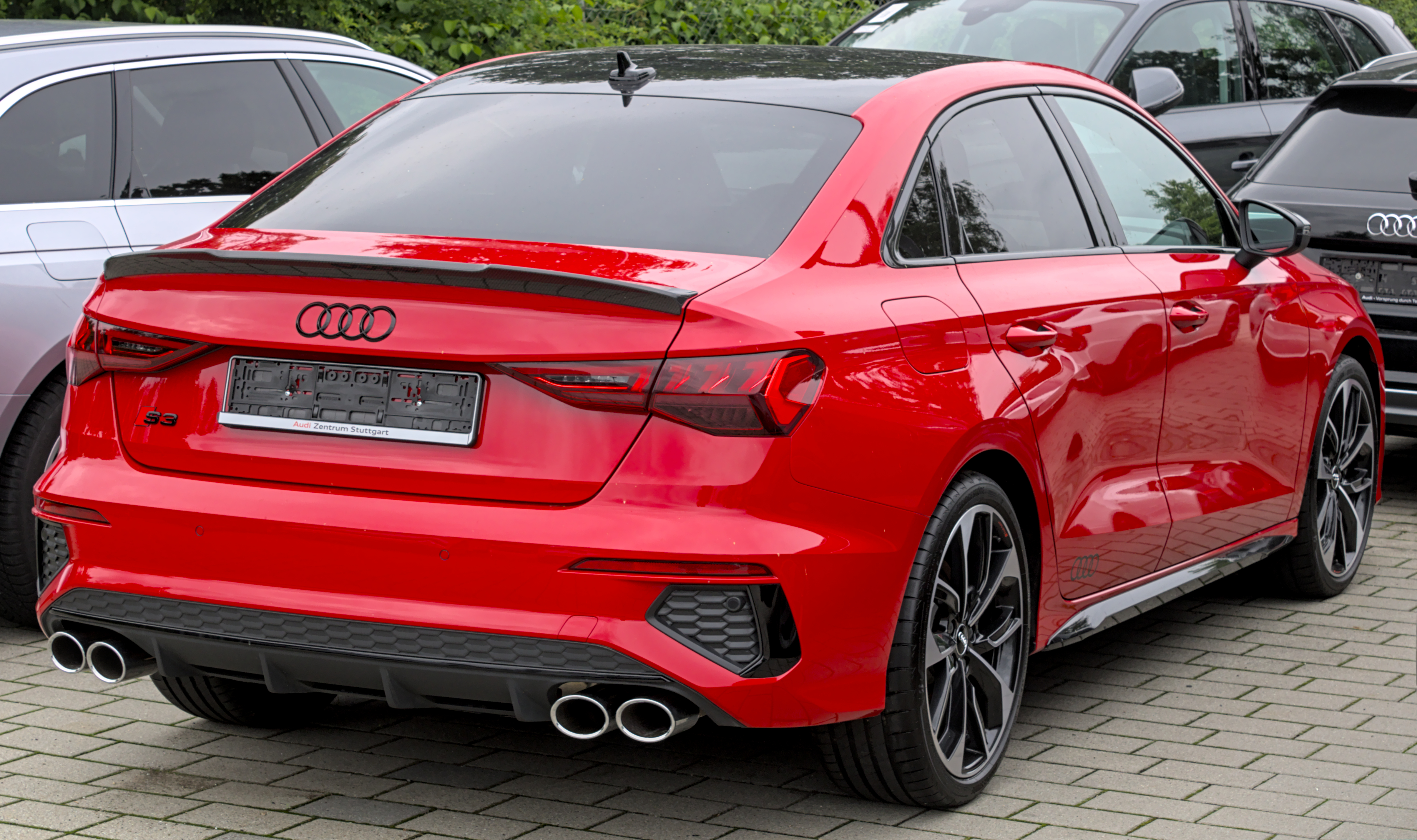

S3 Sportback
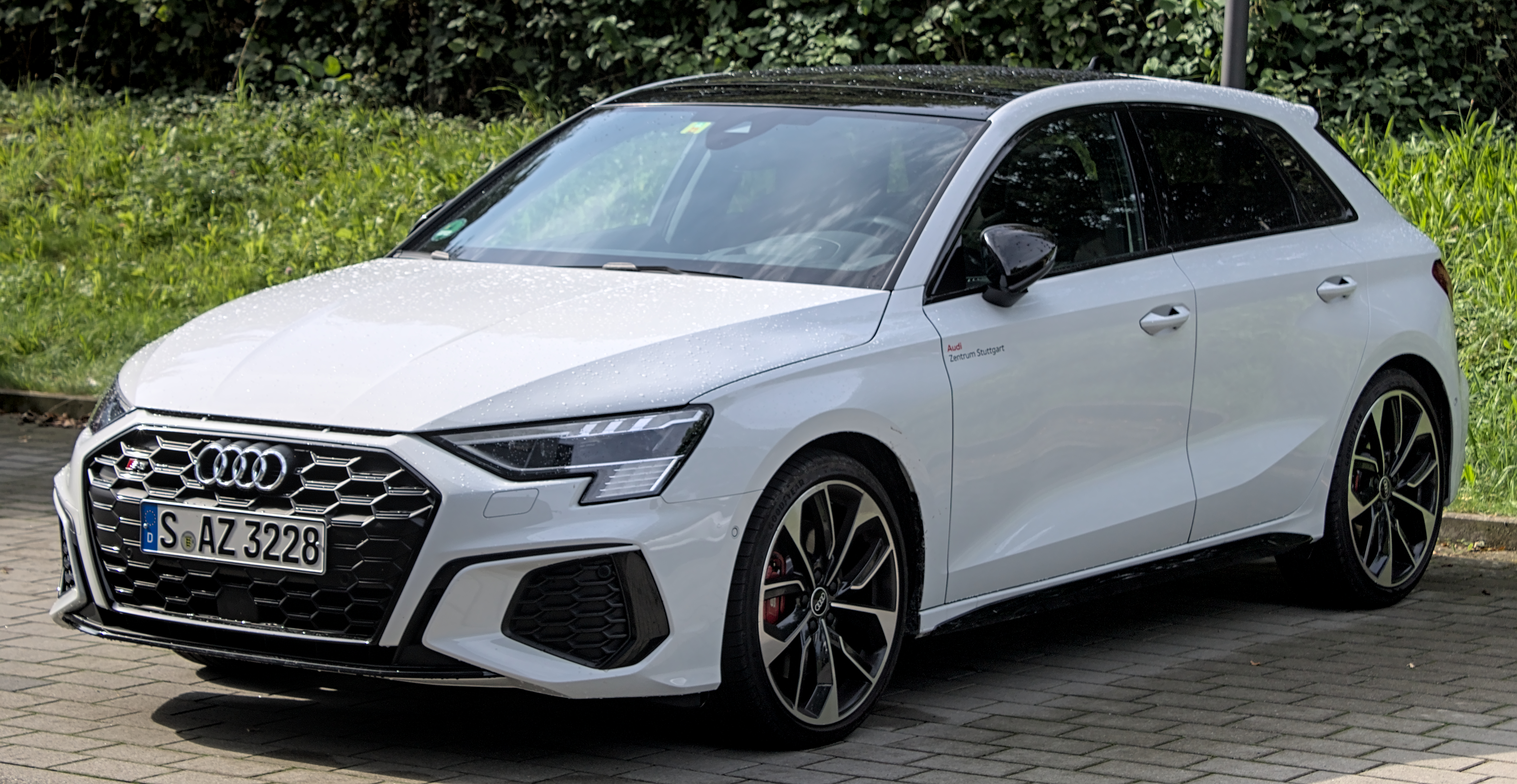
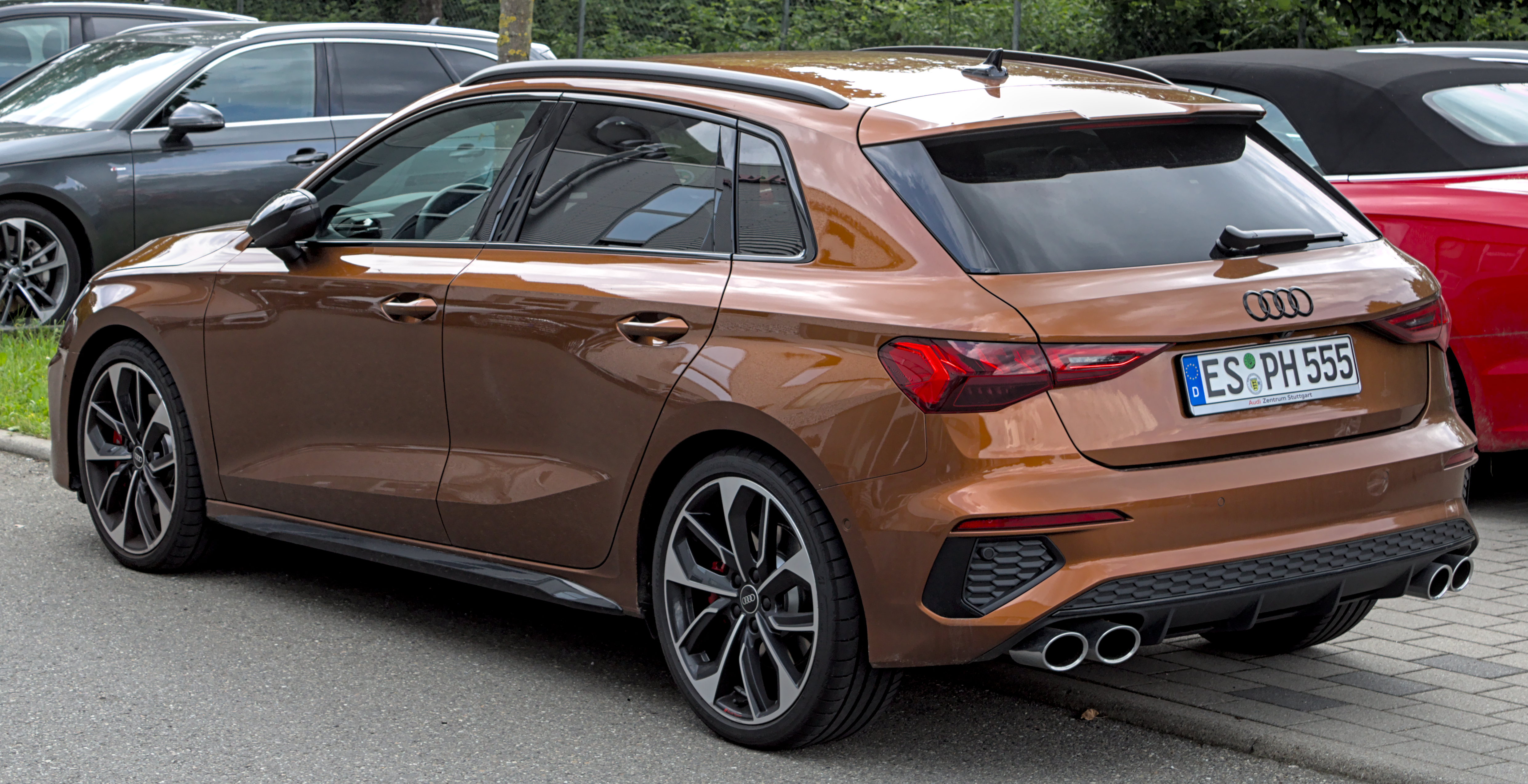

#### Phase 2
Basé sur le restylage de l'A3, disponible à partir d'avril 2024, la version restylé de la S3 passe de 310 à 333 cv. De discrets changement sur les boucliers avant et arrière sont à noté.

S3 Sedan
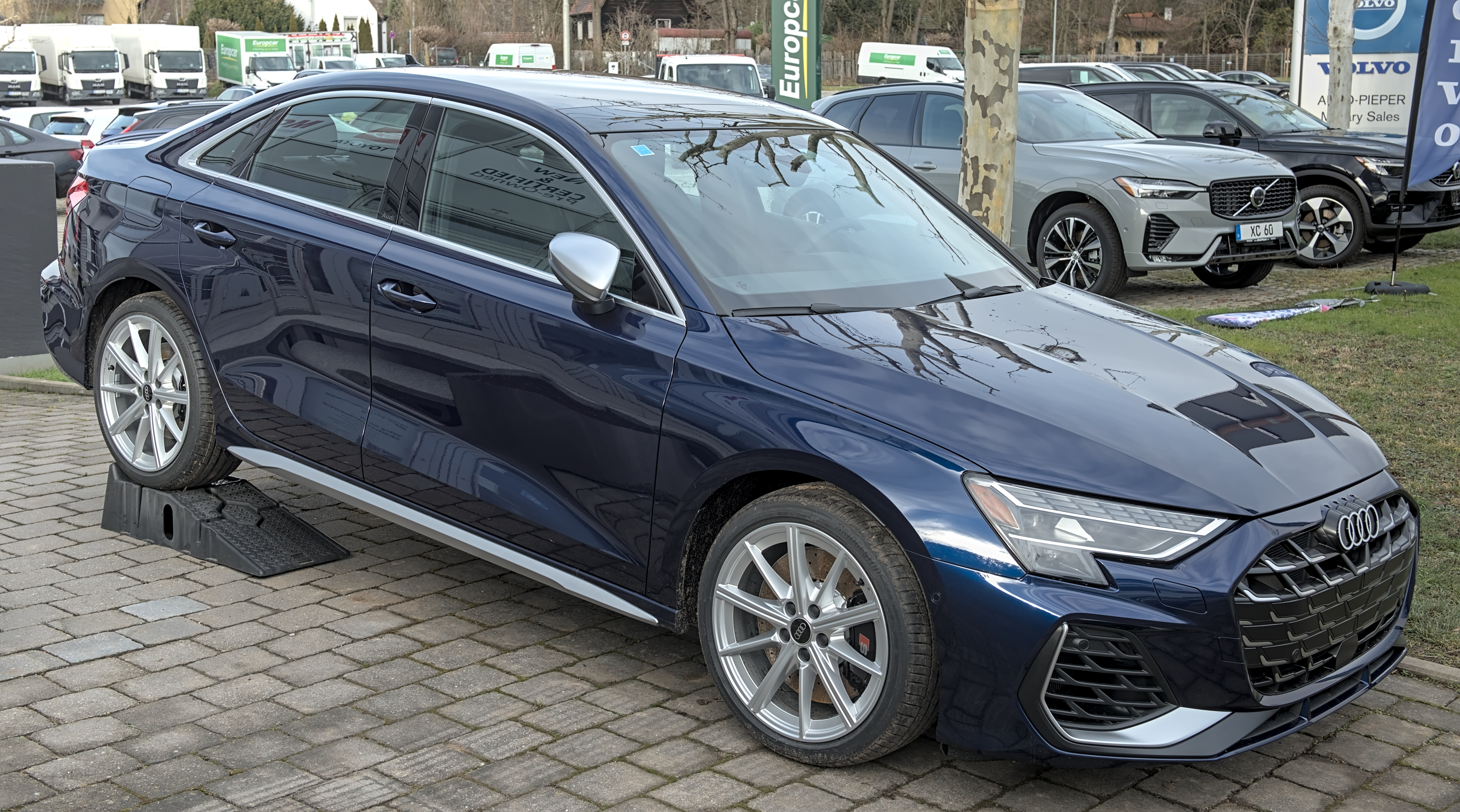
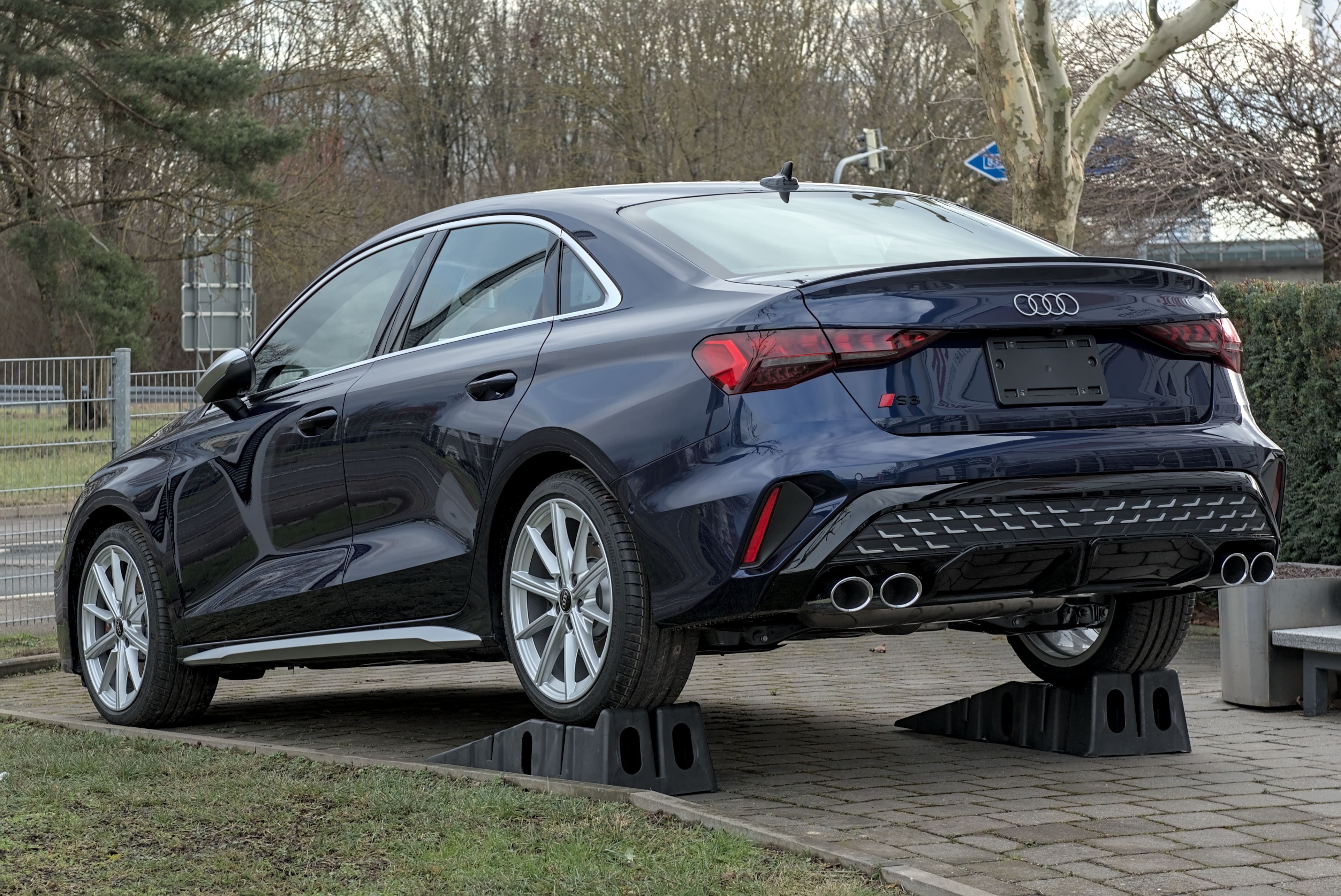

#### Caractéristiques techniques
|                                       | S3 TFSI             | S3 TFSI             |
| ------------------------------------- | ------------------- | ------------------- |
| Date de commercialisation             | 09/2020–03/2024     | 04/2024 -           |
| Code moteur                           | DNFB                | DNFF                |
| Série de moteur                       | VW EA888            | VW EA888            |
| Type de moteur                        | Moteur essence      | Moteur essence      |
| Architecture                          | En ligne            | En ligne            |
| Suralimentation                       | Turbocompresseur    | Turbocompresseur    |
| Injection                             | Injection directe   | Injection directe   |
| Cylindres/soupapes                    | 4/16                | 4/16                |
| Cylindrée                             | 1 984 cm3           | 1 984 cm3           |
| Puissance max à tr/min                | 310 ch à 5450–6500  | 333 ch à 5600–6500  |
| Couple max à tr/min                   | 400 Nm à 2000–5450  | 420 Nm à 2100–5450  |
| Transmission                          | Intégrale           | Intégrale           |
| Boîte de vitesse                      | 7 rapports S-Tronic | 7 rapports S-Tronic |
| Poids à vide                          | 1575–1580 kg        | 1610 kg             |
| Accélération 0 à 100 km/h             | 4,8 s               | 4,7 s               |
| Vitesse de pointe                     | 250 km/h            | 250 km/h            |
| Consommation de carburant WLTP        | 7,8–8,3 l           | 8.1–8,7 l           |
| Rejet de CO2 WLTP                     | 178–188 g/km        | 185–198 g/km        |
| Capacité du reservoir                 | 55 l                | 55 l                |
| Post-traitement des gaz d'échappement | Filtre à particules | Filtre à particules |
| Norme antipollution                   | Euro 6d-ISC-FCM     | Euro 6E             |